# Nikolai Danilevski
Nikolai Iàkovlevitx Danilevski, rus: Николай Яковлевич Данилевский, (28 de novembre de 1822, Oriol - 7 de novembre de 1885 a Tbilisi) fou un naturalista, economista, sociòleg, historiador, filòsof eslavòfil, etnòleg, antropòleg i ideòleg del paneslavisme rus.
És conegut per ser el primer escriptor que representà un informe de la història com una sèrie de civilitzacions diferents, i per escriure "Rússia i Europa".